# Otoglyphis pubescens
Otoglyphis pubescens (sin. Aaronsohnia pubescens), jedna od dviju vrsta roda Otoglyphis (Aaronsohnia) u porodici glavočika (Asteraceae), koju je prvi opisao 1799. René Louiche Desfontaines pod imenom Cotula pubescens, a 1993. su je Bremer i Humphries klasificirali u rod Aaronsohnia.
Njezine dvije podvrste nekada su smatrane posebnim vrstama. Podvrsta A. p. subsp. pubescens raste u pustinjskim krajevima Maroka, Tunisa, Libije, Alžira i Zapadne Sahare a pripisivana je rodovima Matricaria, Cotula i Chlamydophora. Sinonimi su joj Chamomilla pubescens, Chlamydophora pubescens, Cotula pubescens, Matricaria pubescens i Otoglyphis pubescens. Druga podvrsta A. p. subsp. maroccana raste u Maroku i na Kanarskim otocima Fuerteventura i Lanzarote, a prvi ju je opisao John Ball pod imenom Matricaria maroccana. Drugi sinonim za nju je Otoglyphis maroccana.
Biljka je ljekovita i nalik kamilici. Proučavana je GC-MS i GC-FID metodama i otkriveno da 58 identificiranih hlapljivih spojeva čini 96,6% ukupnog sastava eteričnog ulja koje ime antifungalno djelovanje.